# فاخيم
فاخيم هي بلدة في مقاطعة شهرخان في ولاية أنديجان في أوزبكستان.